# Piotr Weiser
Piotr Weiser (ur. 1970 w Ząbkowicach Śląskich) – dr hab.  antropolog historii i literatury, pracownik naukowy Instytutu Bliskiego i Dalekiego Wschodu Wydziału Studiów Międzynarodowych i Politycznych Uniwersytetu Jagiellońskiego, były sekretarz naukowy Żydowskiego Instytutu Historycznego im. Emanuela Ringelbluma oraz sekretarz konkursu Majera Bałabana na Najlepszą Pracę Magisterską i Doktorską o Żydach i Izraelu. Obecnie nauczyciel akademicki w Centrum Badań Holokaustu Uniwersytetu Jagiellońskiego 

## Książki
- 2015: "To nie wymyśliłem ten kraj". Izrael Hłaski, Kraków 2015
- 2010: Auschwitz i Jerozolima. Pojęcie Holokaustu według Emila Fackenheima, Kraków 2010
- 2008: „Patrzyłam na usta...” Dziennik z getta warszawskiego (redakcja naukowa), Kraków 2008
- 2001: Mecze piłki nożnej w obozie koncentracyjnym Gross- Rosen, Wałbrzych 2001
- 2000: Zygmunt Chmielnicki (1891-1944), Lublin 2000.